# Sthorzina
Sthorzina este un film românesc din 2014 regizat de Dan Radu Mihai. Rolurile principale au fost interpretate de actorii Remus Mărgineanu, Șerban Pavlu, Ana Ciontea.

## Distribuție
Distribuția filmului este alcătuită din:
- Andrei Rotaru — Viorel
- Remus Mărgineanu — bunicul
- Șerban Pavlu
- Nebosja Glogovac — Dragan
- Pavle Cemericik — Mirko
- Ana Ciontea